# مخطوطات براهمية

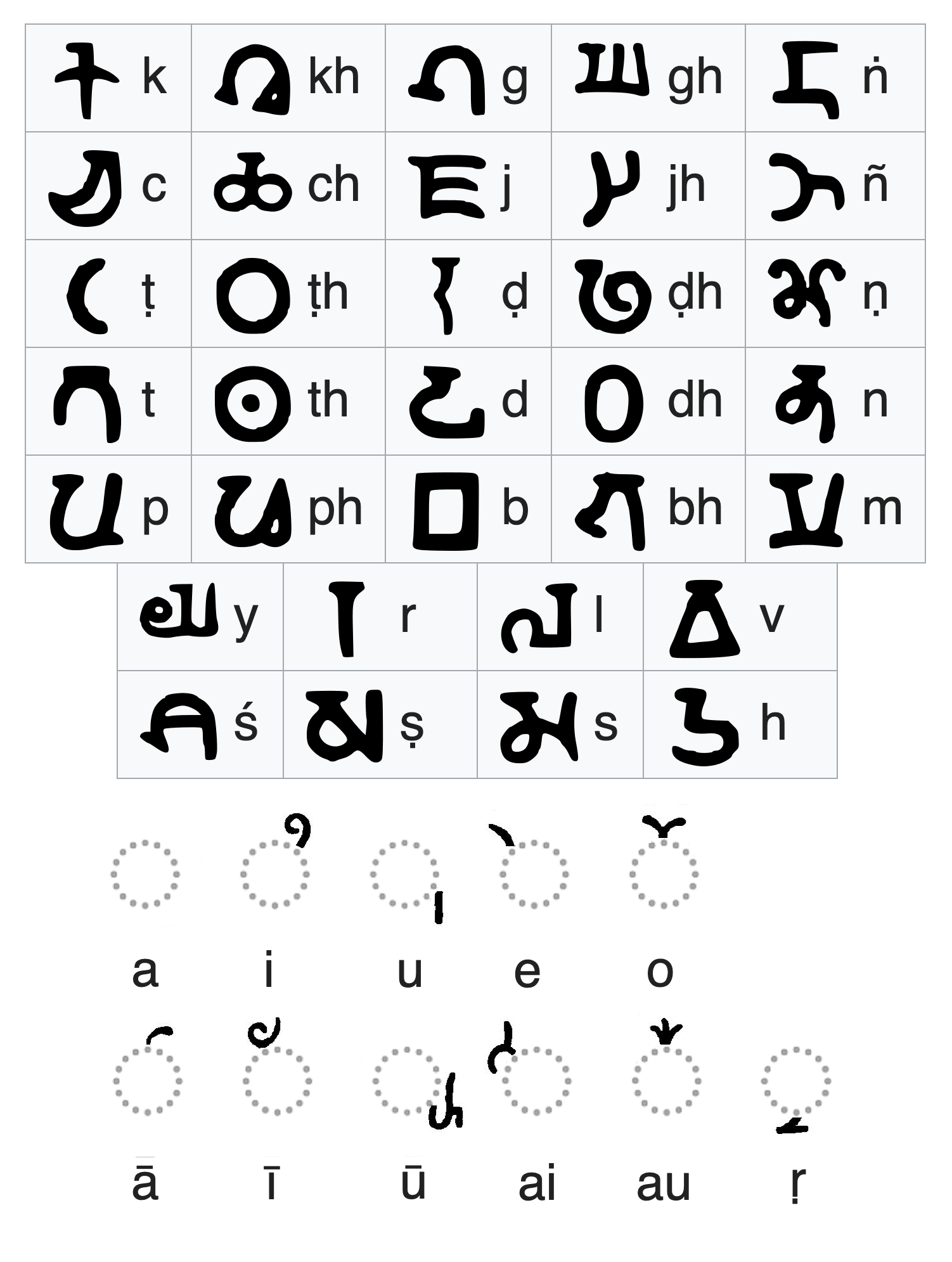

المخطوطات البراهمية هي عائلة من أنظمة كتابة الأبوجيدا. استُخدمت في شبه القارة الهندية وجنوب شرق آسيا وفي أجزاء من شرق آسيا، شملت اليابان في صورة سيدهام Siddhaṃ. انحدرت من الخط البراهمي للهند القديمة، واستخدمتها لغات من العديد من العائلات اللغوية: الهندو-أوروبية والدرافيدية والتبتو-بورمية والمنغولية والأسترو آسيوية والأسترونيزية والتايلندية. وكانت أيضًا مصدر الترتيب المعجمي (gojūon) للكانا اليابانية.

## التاريخ
انحدرت المخطوطات البراهمية من الخط البراهمي. وُثقت البراهمية بوضوح منذ القرن الثالث قبل الميلاد خلال حكم أشوكا، الذي استخدم تلك الكتابة في المراسيم الإمبراطورية، ولكن هناك بعض الادعاءات بخصوص نقائش أقدم وُجدت على الفخاريات في جنوب الهند وسريلانكا. النقوش الأكثر موثوقية كانت النقوش البراهمية القصيرة التي أُرخت إلى القرن الرابع قبل الميلاد ونُشرت بواسطة كونينغهام وغيره (1996). ساعدت المخطوطات البراهمية الشمالية على ظهور كتابة جوبتا خلال حقبة جوبتا، والتي تعددت بدورها إلى عدد من الكتابات المتصلة خلال حقبة العصور الوسطى. تطورت الأمثلة البارزة على مخطوطات العصور الوسطى تلك بحلول القرن السابع أو الثامن، لتشمل الكتابة النجارية والسيدهام Siddham والشارادا.
كانت كتابة Siddhaṃ مهمة بشكل خاص للبوذية، إذ كُتبت بها الكثير من السوترا. بقي فن الخط الخاص بكتابة سيدهام Siddham حتى اليوم في اليابان. يُعتقد أن الترتيب المعجماتي والطبيعة المعتمدة على نظام الكتابة المقطعية الخاصة بنظام كانا الحديث للكتابة اليابانية قد انحدر من الكتابات الهندية، وفي الأغلب خلال انتشار البوذية.
تطورت البراهمية الجنوبية إلى مخطوطات اللغة الكنادية القديمة والبالافا والفاتيلوتو، والتي انقسمت بدورها إلى المخطوطات الأخرى الخاصة بجنوب الهند وجنوب شرق آسيا.
كانت بهاتيبيرولو مركزًا عظيمًا للبوذية خلال القرن الثالث قبل الميلاد والتي انتشرت من خلالها البوذية إلى شرق آسيا. اشتُقت كتابة التيلجو الحالية من كتابة بهاتيبيرولو أو «كتابة كانادا-تيلوجو» أو كتابة كادامبا، كما عُرفت أيضًا «بكتابة التيلجو القديمة»، نظرًا لتشابهها مع نفس الكتابة.
في البداية، أُجريت تغييرات بسيطة والتي تُسمى الآن التاميل-براهمي، والتي تحتوي على حروف أقل بكثير من بعض الكتابات الهندية الأخرى، إذ أنها لا تحتوي على حروف ساكنة منفصلة للزفر أو الجهر.